# 利柏查足球會
利柏查足球會是拉脫維亞的一家足球俱樂部，主場位於。利耶帕亞現在參加拉脫維亞超級足球聯賽的賽事。

## 历史
俱乐部成立于2014年3月，是在美達雷斯足球會在2013年因所有者破产而解散后，由其原本的支持者为了继承美達雷斯的传统而成立。新成立的利耶帕亚足球俱乐部继承了美達雷斯的所有队员（包括青年队在内）以及其在拉脫維亞超級足球聯賽的参赛名额。2014賽季，球隊最終獲得超級聯賽第四名。
2015赛季，球队夺得超级联赛冠军，这使他们获得参加2016–17年歐洲冠軍聯賽的资格，这是球队首次获得欧洲赛事资格。

## 荣誉
- 拉脫維亞超級足球聯賽
  - 冠军 (1): 2015
  - 亚军 (1): 2017
- 拉脫維亞盃
  - 冠军 (2): 2017, 2020
  - 亚军 (1): 2021

## 图集

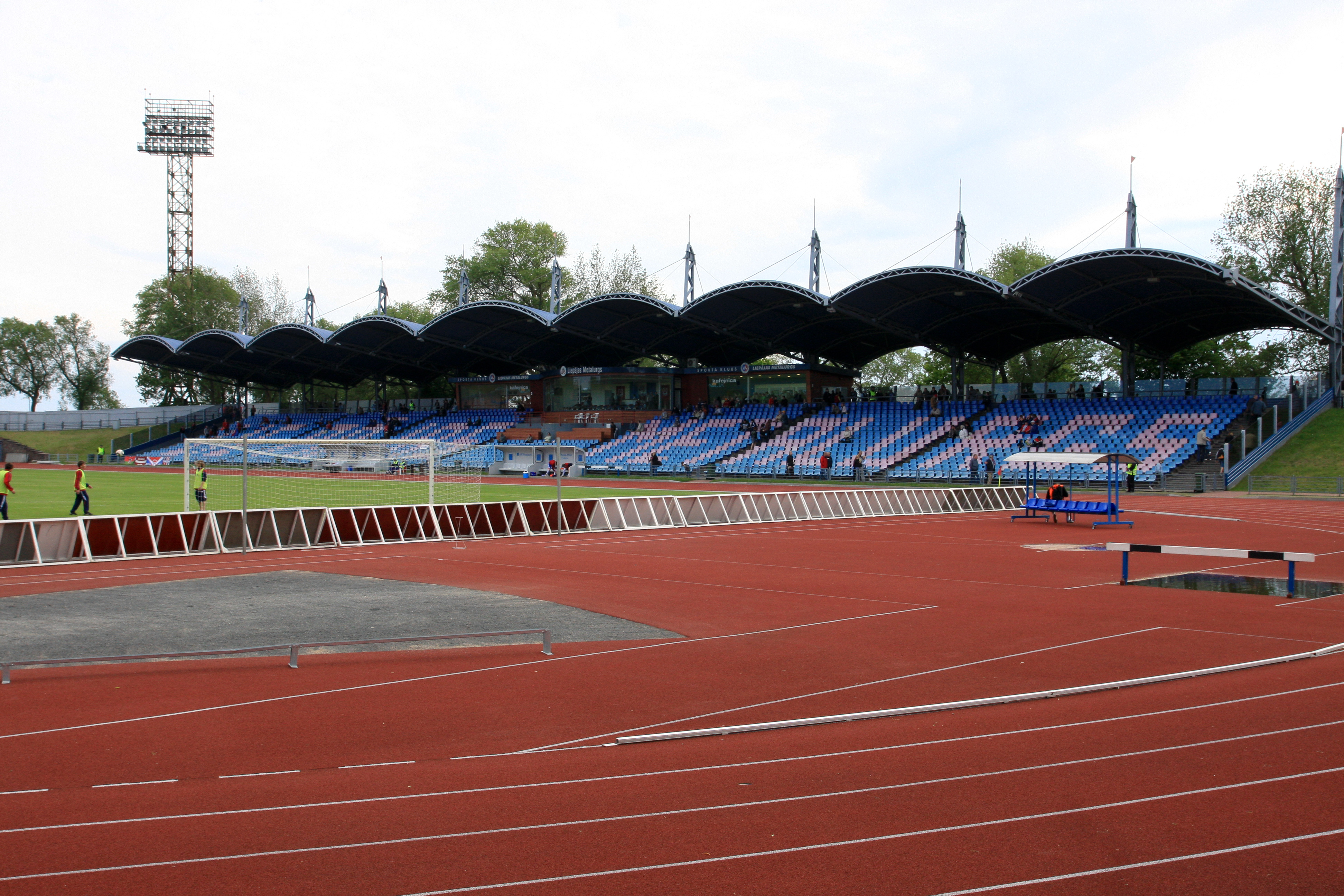
利耶帕亚道加瓦体育场
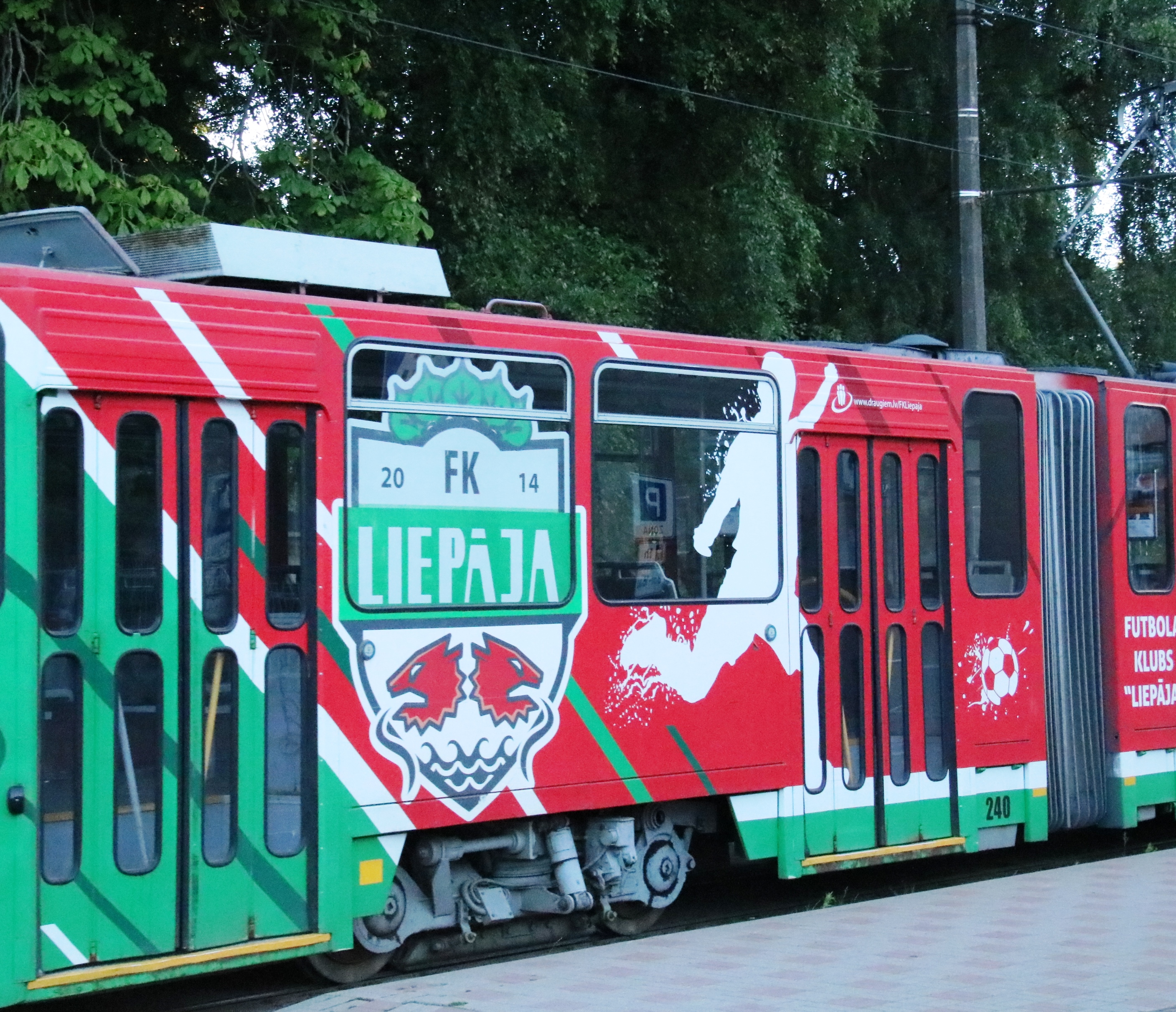
电车上俱乐部的广告
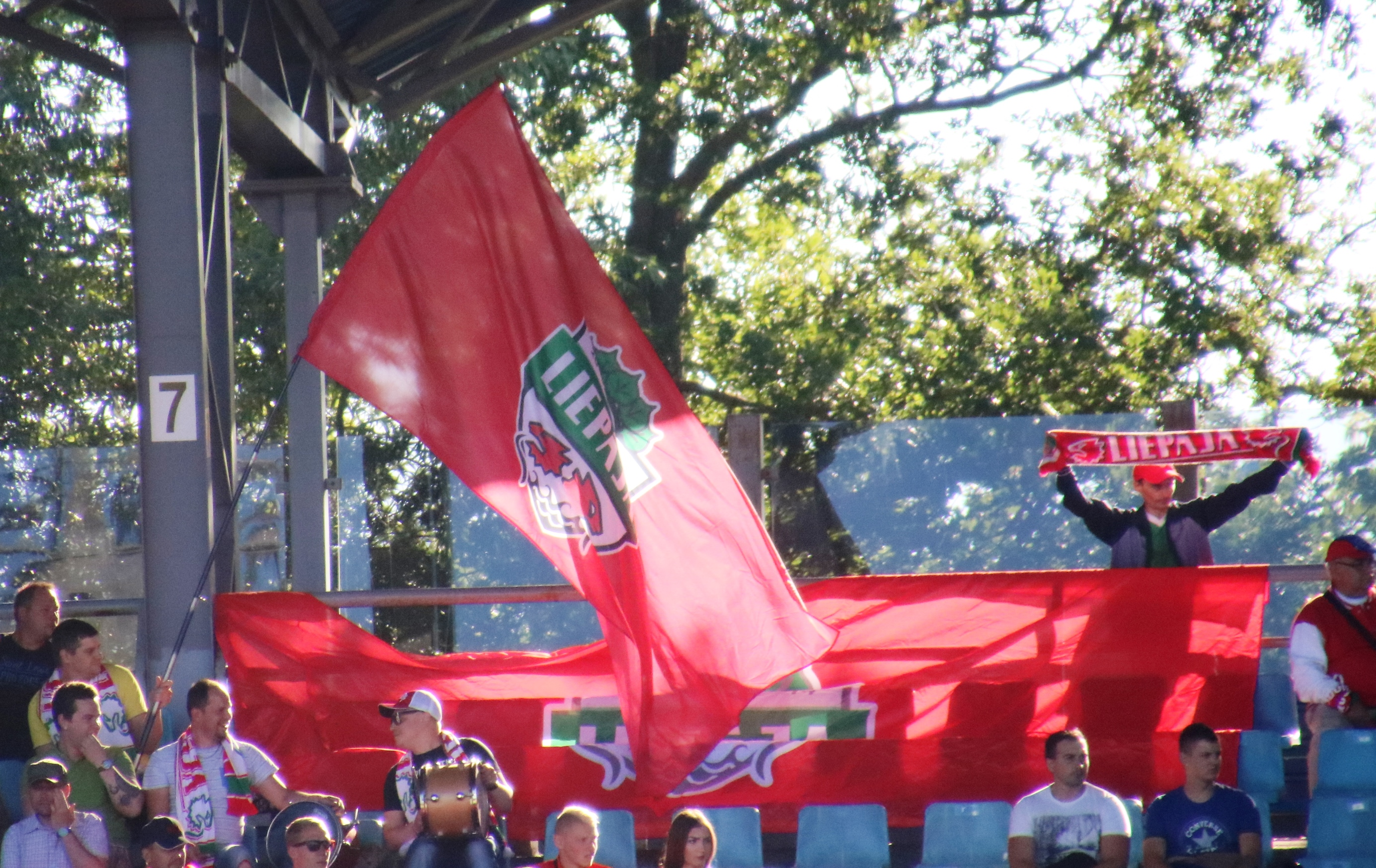
球迷